# Pierre Delley
Pour les articles homonymes, voir Delley.
Pierre Delley, né le 3 novembre 1797 et mort à Fribourg le 29 mai 1870, est un diplomate et une personnalité politique suisse.
Il est membre du Conseil d'État du canton de Fribourg de 1854 à 1855.

## Source
Georges Andrey, John Clerc, Jean-Pierre Dorand et Nicolas Gex, Le Conseil d’État fribourgeois : 1848-2011 : son histoire, son organisation, ses membres, Fribourg, Éditions La Sarine, 2012, 143 p. (ISBN 978-2-88355-153-4, lire en ligne), p. 35-36